# 후안 마누엘 로페스 마르티네스
후안 마누엘 "후안마" 로페스 마르티네스(스페인어: Juan Manuel "Juanma" López Martinez, 1969년 9월 3일, 마드리드 주 마드리드 ~)는 스페인의 전 축구 선수로, 현역 시절 중앙 수비수로 활동하였다.(그는 측면 역할도 수행할 수 있었다)
로페스는 경기 중에 자주 퇴장을 당하는 선수들 중에 하나로, 거친 임전 태도로 회자가 되곤 하였다. 현역 내내 아틀레티코 마드리드에서 활약하던 그는 무릎 중상을 입고 은퇴하였다.

## 클럽 경력
로페스는 마드리드 출신이다. 현역 프로 선수 시절, 그는 아틀레티코 마드리드에서만 활약했는데, 1군 신고식을 1990–91 시즌 막판에 2군 선수 신분으로 치렀고, 그 다음 시즌까지 2군 시즌으로 활약했다.
1995–96 시즌, 로페스는 대게 훌륭한 로페스(Super López)로 수식되며 또다른 아틀레티코 졸업생 로베르토 솔로사발과 탄탄한 수비 조직을 과시하였는데, 수도 연고 구단은 역사적인 2관왕의 쾌거를 달성하였으며, 로페스는 이 시즌에 32번의 라 리가 경기에 출전해 2골을 기록하였다. 2골은 3-0으로 이긴 오비에도와의 안방 경기와 3-1로 이긴 테네리페와의 안방 경기에서 기록하였다.
1997년부터 2001년까지,(이 중 마지막 시즌은 세군다 디비시온에서 보냈다) 로페스는 계속해서 부상을 당하여 특유의 거친 경기를 할 수 없게 되었고, 도합 12경기를 출전하는데 그쳤으며, 결국 완쾌하지 못한 전방 십자 인대 부상으로 축구화를 벗게 되었다.

## 국가대표팀 경력
5년 동안 스페인 국가대표팀 일원으로 활약한 로페스는 바르셀로나에서 열린 1992년 하계 올림픽에서 금메달을 획득했으며, UEFA 유로 1996에 참가하여 총 11번의 국가대표팀 경기에 출전했다. 그의 첫 성인 국가대표팀 경기는 1992년 9월 9일, 산탄데르에서 1-0으로 이긴 잉글랜드와의 친선경기로, 공교롭게도 하비에르 클레멘테 감독이 지휘한 첫 경기이기도 했다. 로페스와 솔로사발 둘 다 이 경기에서 90분을 모두 소화했다.

## 수상

### 클럽
- 라 리가: 1995–96
- 코파 델 레이: 1990–91, 1991–92, 1995–96

### 국가대표팀
스페인 U-23
- 하계 올림픽: 1992[9]

## 같이 보기
- 원클럽맨 명단